# Ciona Wilson
Ciona Wilson (10 de agosto de 1992) es una deportista australiana que compitió en remo. Ganó una medalla de bronce en el Campeonato Mundial de Remo de 2018, en la prueba de ocho con timonel.

## Palmarés internacional
| Campeonato Mundial | Campeonato Mundial | Campeonato Mundial | Campeonato Mundial |
| Año                | Lugar              | Medalla            | Prueba             |
| ------------------ | ------------------ | ------------------ | ------------------ |
| 2018               | Plovdiv (Bulgaria) | Medalla de bronce  | Ocho con timonel   |